# Diecezja Gikongoro
Diecezja Gikongoro (łac. Dioecesis Ghikongoroensis, ang. Diocese of Gikongoro) – rzymskokatolicka diecezja ze stolicą w Gikongoro, w Rwandzie. Jest sufraganią archidiecezji kigalijskiej. Diecezja liczy 12 parafii obsługiwanych przez 31 księży różnych narodowości w tym Polaków.
Jedyna diecezja w Afryce Subsaharyjskiej, w której znajduje się miejsce oficjalnie uznanych objawień maryjnych.
W 2022 na terenie diecezji pracowało 27 zakonników i 114 sióstr zakonnych.

## Historia
30 marca 1992 papież Jan Paweł II bullą Tantis quidem erygował diecezję Gikongoro. Dotychczas tereny nowej diecezji należały do biskupstwa Butare. W skład nowej diecezji weszło m.in. Kibeho – miejsce objawień maryjnych z lat 1981–1989 (wówczas jeszcze niepotwierdzonych).
W 1992 wmurowano kamień węgielny pod Sanktuarium Matki Bożej Słowa w Kibeho, które diecezja, z pomocą reszty Kościoła, budowała.

## Biskupi Gikongoro
- Augustin Misago (30 marca 1992 – 12 marca 2012 zmarł)
- Célestin Hakizimana (od 26 listopada 2014)